# Murad Bakhsh

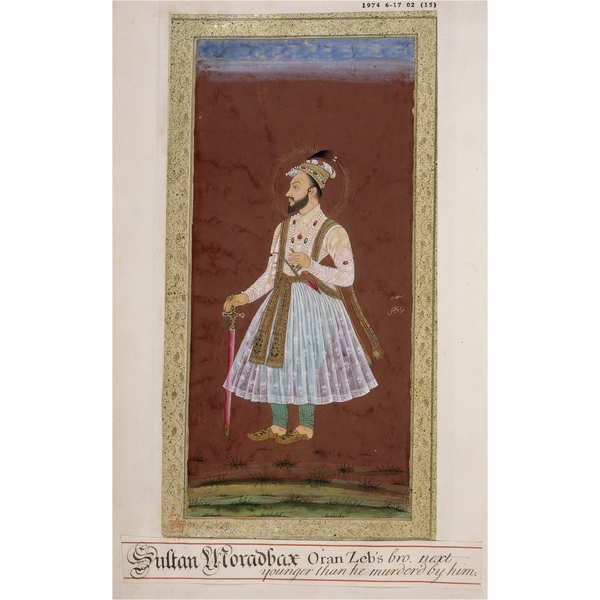
Porträt von Murad Bakhsh. Anonym, spätes 17. Jahrhundert

Murad Bakhsh (geboren 8. September 1624 in Rohtasgarh Fort, Bihar; gestorben 4. Dezember 1661 in Gwalior) war der jüngste der vier Söhne des indischen Mogulkaisers Shah Jahan und dessen Frau Mumtaz Mahal. 

## Leben und Wirken
Unter seinem Vater Shah Jahan war er nacheinander Gouverneur verschiedener Provinzen, besonders von Kabul.
Nachdem sein Vater im September 1657 schwer erkrankt war, rief Murad, zu diesem Zeitpunkt Statthalter von Gujarat, sich zum Kaiser aus. Seine drei Brüder beanspruchten den Thron jedoch alle auch selbst und es kam zu einem blutigen Krieg unter ihnen. Murad vereinigte sein Heer mit dem des dritten Bruders Aurangzeb, um gegen seinen Vater und seine beiden ältesten Brüder Dara Shikoh und Shah Shuja zu Felde zu ziehen. Unter dem Kommando Aurangzebs gelangen Siege über ein von Dara Shikoh entsandtes Heer am 15. April 1658 bei Dharmat und schließlich über Dara Shikoh selbst am 29. Mai nahe Agra. Aurangzeb ließ Dara Shikoh und dessen zweijährigen Sohn hinrichten. Shah Shuja wurde in die burmesischen Berge verdrängt und kam dort ums Leben. Anschließend kam es zum Machtkampf zwischen Murad und Aurangzeb, den letzterer für sich entscheiden konnte, indem er Murad am 25. Juni in Mathura gefangen nehmen ließ und sich einen Tag darauf selbst zum Kaiser ernannte.
Für den Mord an Shah Jahans Finanzminister, den er vor seiner Ausrufung zum Kaiser begangen hatte, wurde Murad am 4. Dezember 1661 in der Festung von Gwalior hingerichtet.